# San Leucio
San Leucio es una importante fracción italiana del municipio de Caserta conocida tanto por razones históricas como artísticas, situada a tres kilómetros y medio al noroeste de la ciudad.
El nombre se debe al monte al pie del cual se erige, considerado por la población como lugar donde estaba la ermita del santo homónimo.
En San Leucio está actualmente presente la antigua sedería que producía seda para toda Europa; aún hoy, las sedas de San Leucio pueden encontrarse ahora en la Ciudad del Vaticano, en el Quirinal, en el despacho oval de la Casa Blanca: las banderas de esta última y las del Palacio de Buckingham se han hecho con tal material.
El real sitio, junto con el palacio de Caserta y el acueducto de Vanvitelli, han sido reconocidos como Patrimonio de la Humanidad por la Unesco en 1997.

## Historia
En San Leucio había un pabellón de caza de los condes de Acquaviva de Caserta conocido como el Palazzo del Belvedere, hoy restaurado. Cuando, en 1750, las posesiones de los Acquaviva pasaron a los Borbones de Nápoles, San Leucio se convirtió en sede de las sederías reales.
El rey Carlos III, aconsejado por el ministro Bernardo Tanucci, pensó en formar a los jóvenes del lugar enviándolos a Francia para aprender el arte del tejido, para trabajar luego en los establecimientos reales. Se constituyó así en 1778, sobre proyecto del arquitecto Francesco Collecini, una comunidad conocida como la Real Colonia di San Leucio, basada en el oportuno estatuto del año 1789 que establecía leyes y reglas válidas sólo para esta comunidad. Los trabajadores de la sedería disfrutaban, de hecho, de varios beneficios: se les adjudicaba una casa en el interior de la colonia, disfrutaban de formación gratuita y aquí creó el rey la primera escuela obligatoria de Italia femenina y masculina que incluía disciplinas profesionales, y las horas de trabajo eran 11, mientras que en el resto de Europa eran 14.
Las casas se proyectaron teniendo presentes todas las reglas urbanísticas de la época, para que perduraran en el tiempo (de hecho, incluso hoy están habitadas) y desde el comienzo estuvieron dotadas de agua corriente y servicios higiénicos. Las mujeres recibían una dote del rey para casarse con un miembro de la colonia, y además a disposición de todos había una casa común de «caridad», donde cada uno entregaba parte de las ganancias propias. No había diferencia entre los individuos, cualquiera que fuese el trabajo desarrollado, el hombre y la mujer disfrutaban de una total paridad en un sistema que se basaba exclusivamente en el mérito. Se abolía la propiedad privada, garantizaba la asistencia a los ancianos y enfermos y era exaltado el valor de la fraternidad.
Se trató de un experimento social, en la época de la Ilustración, de absoluta vanguardia en el mundo, un modelo de justicia e igualdad social raro en las naciones del siglo XVIII y que no se ha vuelto a repetir genuinamente ni siquiera en las posteriores revoluciones francesa y marxista.
El rey Fernando IV de Borbón tenía en gran estima la colonia y proyectó ampliarla también por las nuevas exigencias industriales debidas a la introducción de la trattura de la seda
 y de la manufactura de los velos, por lo tanto para construir una nueva ciudad que se llamaría Ferdinandopoli concebida sobre una planta completamente circular con un sistema de calles radiales y una plaza en el centro para hacer también una sede real, no se realizaron más que los barrios cercanos al Belvedere, poniendo en acción un código de leyes sociales particularmente avanzado, inspirados en las enseñanzas de Gaetano Filangieri y transformados en leyes por Bernardo Tanucci. Fernando IV prefería especialmente a San Leucio y a menudo organizaba allí partidas de caza y fiestas compartidas con la propia población de la colonia.
Cuando se comenzaron a construir los nuevos edificios el proyecto se interrumpió a causa de la revolución de 1799, de la ocupación napoleónica de Italia y del nacimiento de la República Partenopea. Todavía durante el gobierno francés de Joaquín Murat desde 1808 a 1815 San Leucio tuvo de cualquier manera un ulterior desarrollo industrial.
Después de la Restauración el proyecto de la nueva ciudad se descartó, pero continuaron ampliando industrias y edificios, entre ellos el Palacio del Belvedere. El proyecto utópico del rey Fernando acabó con la unidad de Italia, cuando todo se englobó en el territorio nacional, pero la tradición y la calidad de las producciones de tejidos séricos permanecen aún hoy.

## San Leucio hoy

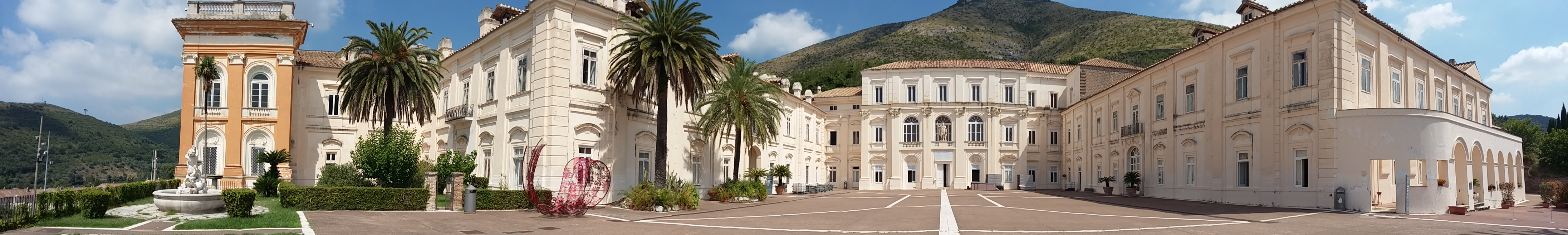
Panorama.

La herencia de la colonia de San Leucio ha sobrevivido durante decenios gracias a la presencia de varias fábricas de seda pero, en el último decenio, han cerrado sus puertas para deslocalizar las industrias. Esta operación de naturaleza meramente económica ha dado un duro golpe a la imagen de este núcleo de población y sobre todo a la ocupación local.
En San Leucio, en el interior de la fábrica originaria del rey Fernando, el Palacio del Belvedere, tiene hoy su sede el «Museo de la seda» que conserva algunas maquinarias originales, aún en funcionamiento, para la elaboración de la seda. Se muestran todas las fases de la producción de la seda con los antiguos telares restaurados y activos accionados por una rueda hidráulica colocada en los subterráneos del palacio. En el Palacio Real no hay en cambio muebles dignos de aquel esplendor.
Es sede de la facultad de Ciencias Políticas de la Seconda Università degli Studi di Napoli. Desde 1999 se desarrolla durante los meses de verano en San Leucio el «Leuciana Festival».